# Дендрохиры
Дендрохиры (лат. Dendrochirus) — род рыб семейства скорпеновых. Встречается в Тихом и Индийском океанах. Длина тела от 13 до 25 см. Эти рыбы часто содержатся в морских аквариумах.

## Виды
В состав рода включают 6 видов:
- Dendrochirus barberi (Steindachner, 1900)
- Dendrochirus bellus (D. S. Jordan & C. L. Hubbs, 1925)
- Dendrochirus biocellatus (Fowler, 1938)
- Dendrochirus brachypterus (G. Cuvier, 1829)
- Dendrochirus tuamotuensis Matsunuma & Motomura, 2013[2]
- Дендрохир-зебра[3] (Dendrochirus zebra) (G. Cuvier, 1829)

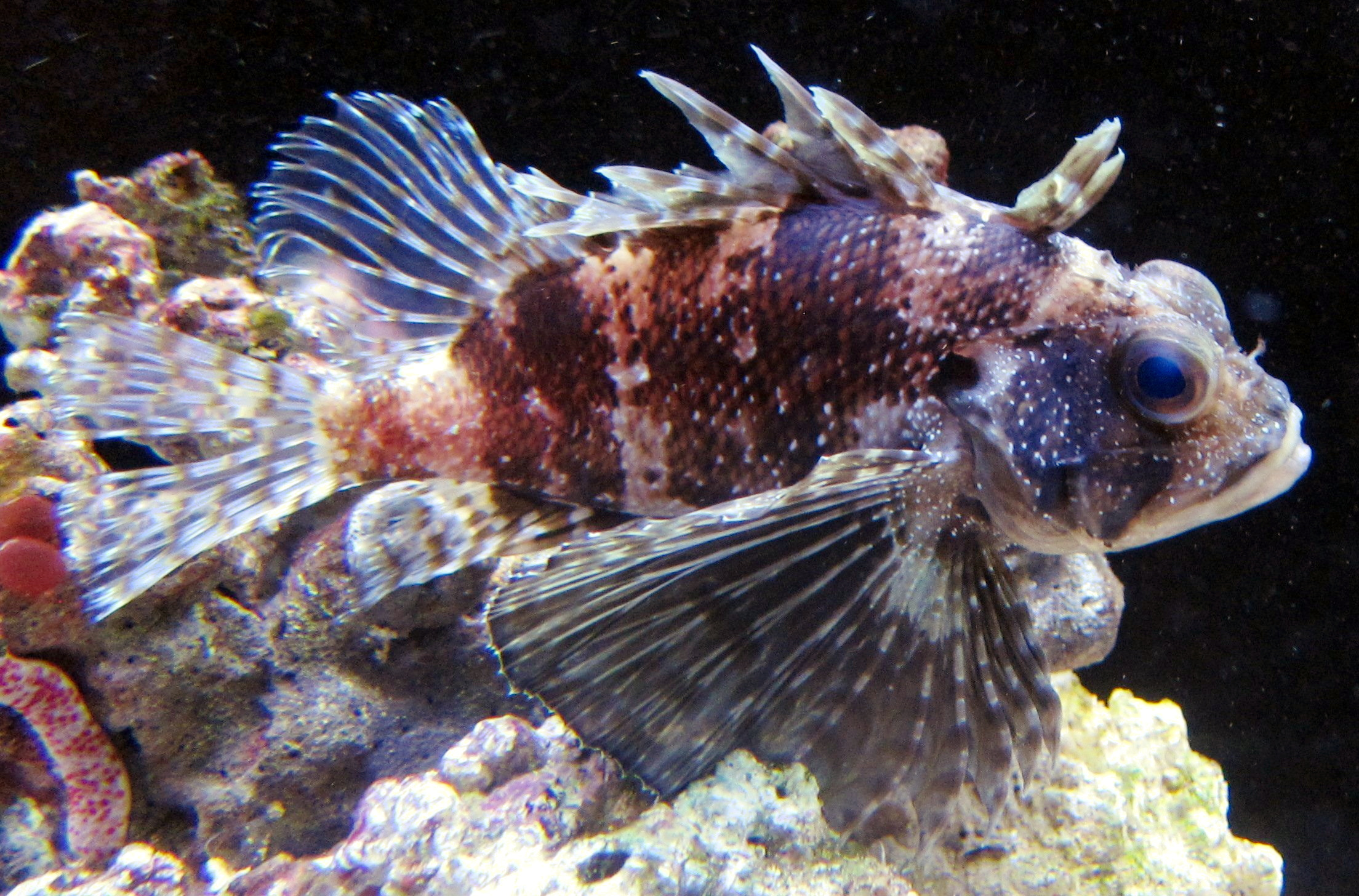
Dendrochirus barberi
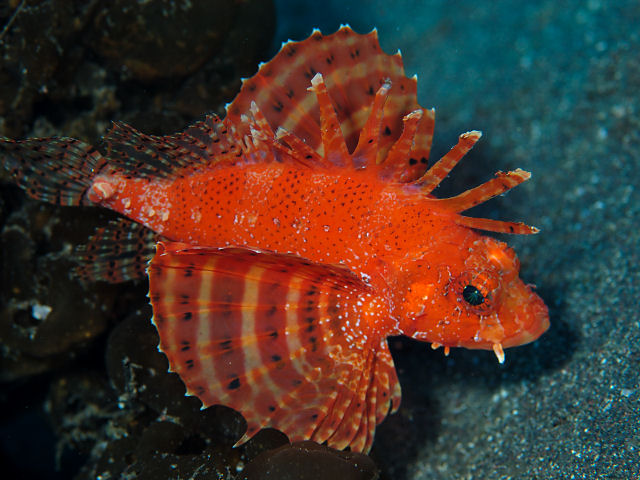
Dendrochirus brachypterus
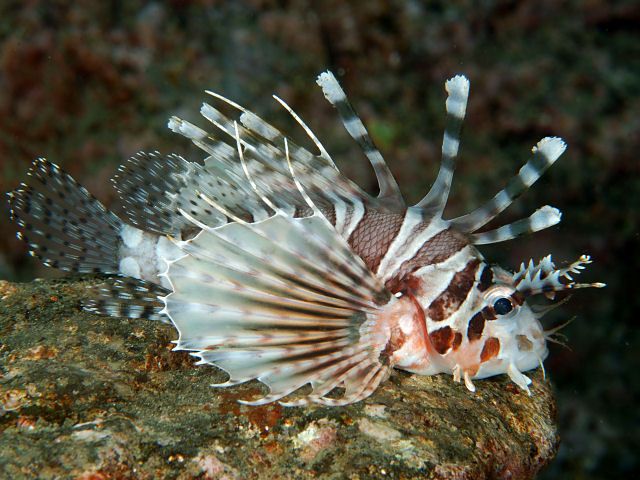
Дендрохир-зебра